# First Breath
First Breath is het debuutalbum van de Deense melodicdeathmetalband Mercenary. De band kwam hierop vooral naar buiten als een deathmetalband met thrashmetal-invloeden.

## Tracklist
1. "Symbiotic" – 4:11
2. "World Wide Weep" – 4:41
3. "Horizon" – 8:00
4. "Master Game" – 5:06
5. "Perceptive" – 6:26
6. "Graveart" – 4:24
7. "Next to Nothing" – 3:45
8. "Demon8" – 6:48
9. "Watching Me" – 4:38
10. "Alternative Ways" – 3:52
11. "Sister Jane" - 5:54
12. "Supremacy (Bonus)" - 5:21